# Alexander Wagner (Musiker)
Alexander Wagner (* 31. Mai 1926 in Berlin; † 19. Dezember 2019 in Detmold) war ein deutscher Komponist, Chorpädagoge und Chordirigent sowie Lehrbuchautor.

## Leben und Wirken
Er besuchte das Französische Gymnasium Berlin. Von 1957 bis 1992 war er Professor für Chorleitung und Dirigieren an der Hochschule für Musik Detmold.
Wagner studierte bei Paul Höffer und Wilhelm Maler sowie Chorleitung bei Kurt Thomas in Detmold. Er war von 1949 bis 1994 Kantor und Organist an der Christuskirche in Detmold. 1957 folgte er seinem ehemaligen Lehrer Kurt Thomas als Professor im Amt des Hochschullehrers für Chorleitung und Dirigieren an der damaligen Nordwestdeutschen Musikakademie Detmold, der heutigen Hochschule für Musik. 1995 wurde ihm der Kulturpreis des Landesverbandes Lippe für herausragende kulturelle Leistungen verliehen.
Alexander Wagner war Mitherausgeber und Mitautor der Neuauflage des Chormusik- und Oratorienführers aus dem Reclam-Verlag, eines der Standardwerke über die Chorliteratur.
Wagner war verheiratet und hatte vier Kinder, darunter die Fotografin Valérie Wagner und der Bassbariton Alexis Wagner.
Unterlagen aus seiner Tätigkeit als Glocken- und Orgelsachverständiger befinden sich im Archiv der Lippischen Landeskirche.